# Айван (архітектура)

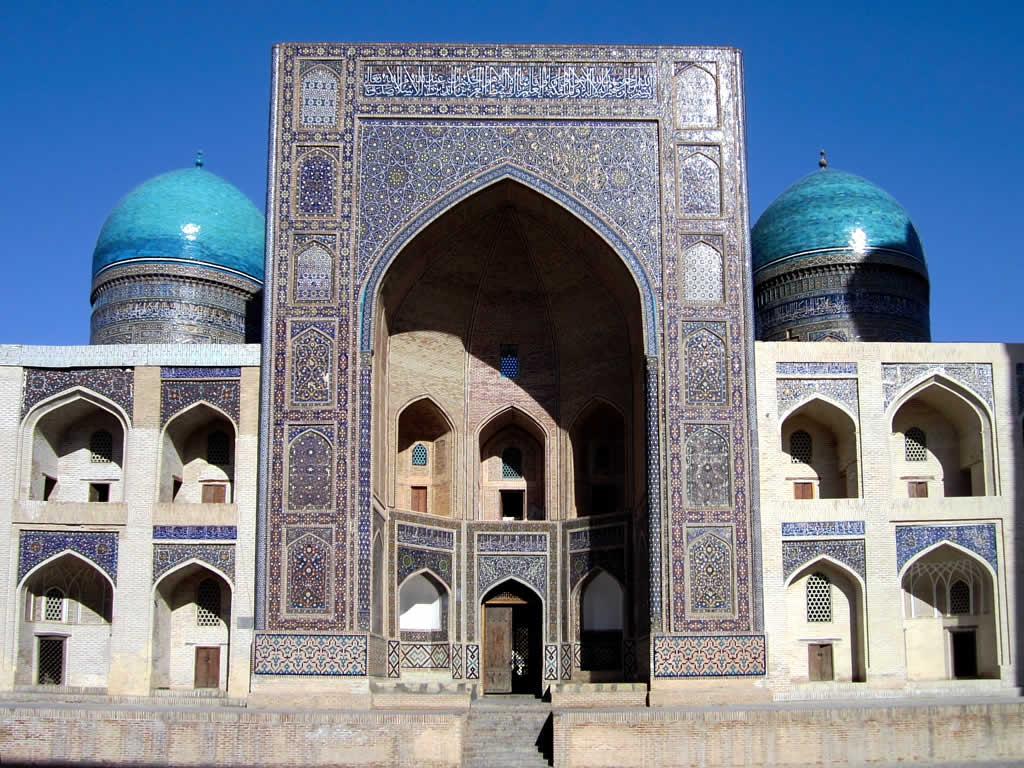
Великий та малі айвани і кахельні куполи XVI століття в перському стилі медресе Мір-Араб, Бухара, Узбекистан

Айва́н (ейван) — навіс, тераса чи галерея з пласким балочним перекриттям на колонах чи стовпах. Айваном називають також навісне приміщення у вигляді глибокої ніши чи зали, відкрите на фасад або ж у внутрішній двір. Зустрічається в архітектурі країн північної Африки, Близького Сходу та Середньої Азії.
Брама до айвану називається піштак (pishtaq) - перський термін для порталу, що виступає з фасаду будівлі, зазвичай прикрашеного каліграфічними та геометричними візерунками, глазурованими кахлями.

## Походження
Корінь цього терміна походить від староперського «Ападана» (див. палац Ападана в Персеполі), де цар Дарій I заявляє в висанні: «Я, Дарій,... побудував цю "Ападану"...». Ападана — це назва, яка йменує палац в сучасній літературі, хоча назва просто вказує на тип будівлі, айван, а не конкретний палац. Термін староперською мовою означає «незахищений» (â-pâd-ânâ), а конструкція дозволяє споруді бути відкритою для зовнішніх чинників лише з одного боку. Однак у Персеполії «ападана» набуває форми веранди, тобто плоского даху, підтриманого колонами, а не склепіння, але все ще відкрита для стихій лише з одного боку.

## Галерея

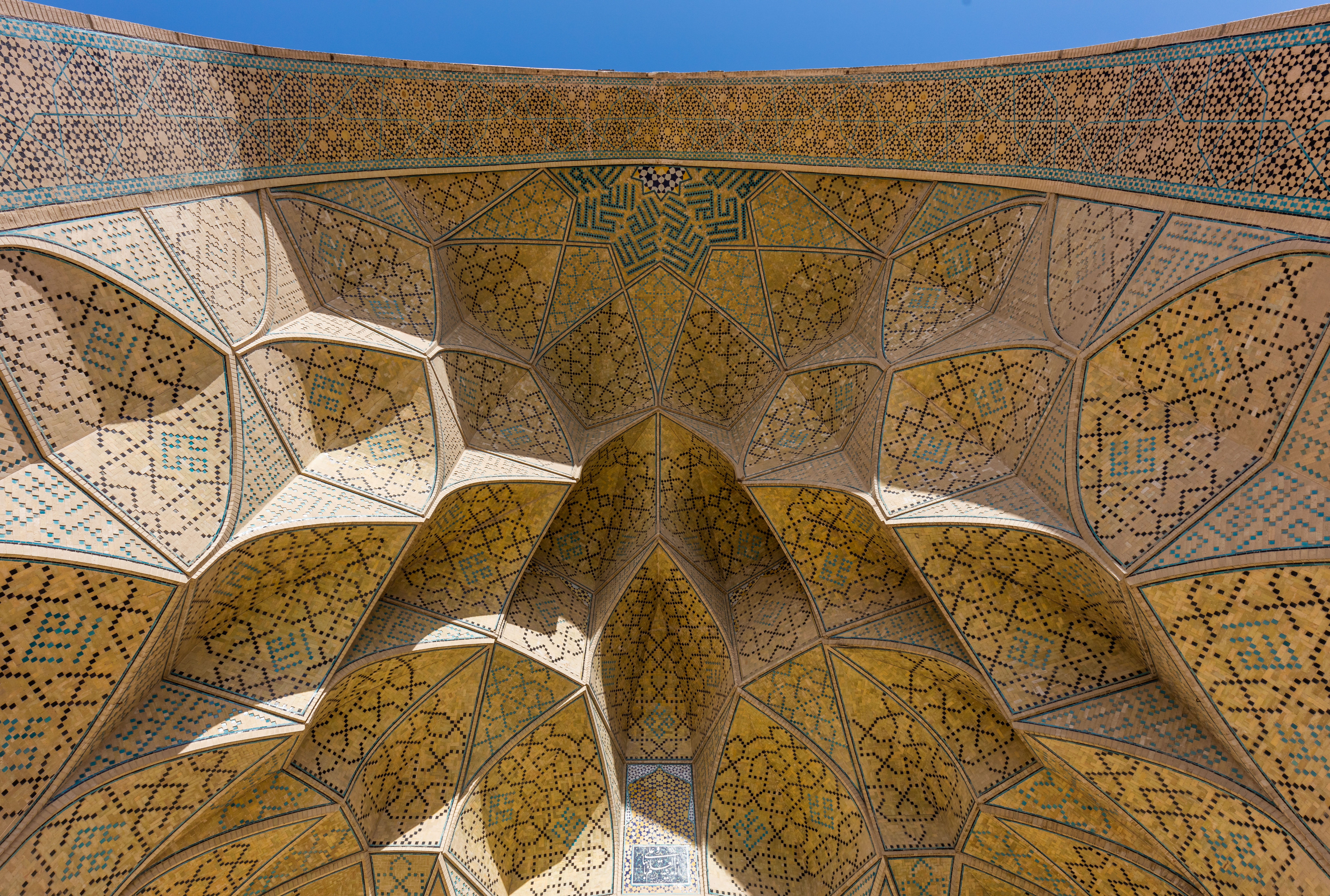
Айван П'ятничної мечеті в місті Ісфаган, Іран
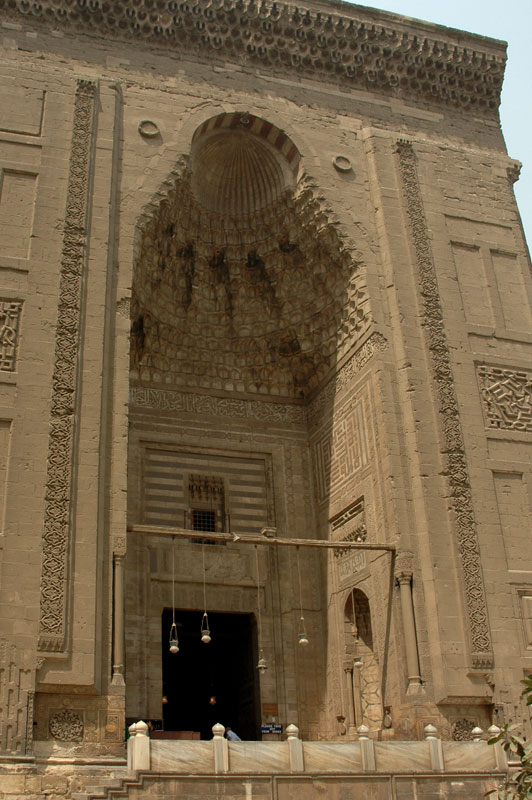
Мечеть-медресе султана Хасана, Каїр
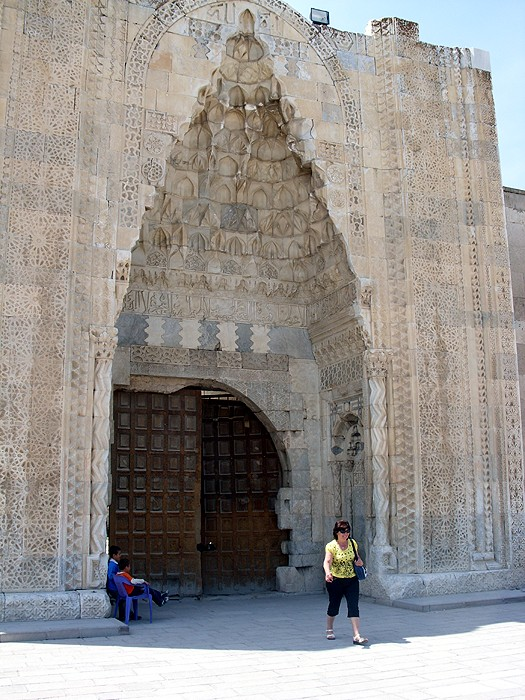
Піштак в Султан Хані, Туреччина